# Marija Gabriel
Marija Ivanova Gabriel (bulgarsk: Мария Иванова Габриел; født Nedelcheva (bulgarsk: Неделчева), 20. maj 1979 i Gotse Delchev, Blagoevgrad, Bulgarien) er en bulgarsk politiker som siden 2023 har været vicepremierminister og udenrigsminister i Bulgarien. Hun er medlem af det konservative parti GERB. Gabriel var EU-kommissær for innovation, forskning, kultur, uddannelse og ungdom fra december 2019 til maj 2023 og medlem af Europa-Parlamentet fra 2009 til 2017.
I Europa-Parlamentet var hun næstformand for Det Europæiske Folkepartis gruppe (EPP). Hun blev først udnævnt til Europa-Kommissionen i 2017 som EU-kommissær for digital økonomi og samfund for at udfylde en ledig plads efter Kristalina Georgievas afgang.
Den 22. maj 2023 blev en koalition af GERB og PP–DB enige om at danne en regering med to skiftende premierministre, Nikolaj Denkov og Gabriel. Det er planlagt at Gabriel skal overtage premierministerposten fra Denkov efter 9 måneder.